# Negotin
Negotin [nəɡɔtin]  (kyrillisch: Неготин) ist die bevölkerungsreichste Stadt und Hauptstadt der gleichnamigen Opština Negotin, einer der östlichsten Gemeinden Serbiens. Sie ist das kulturelle Zentrum des östlichsten serbischen Okruges Bor in Zentralserbien. Nach dem Ersten und dem Zweiten Serbischen Aufstand wuchs der Einfluss der Stadt, die sich zu einer der größten Städte im Osten des Landes entwickelte.

## Geographie

### Geographische Lage
Negotin liegt in der Opština Negotin, einer der östlichsten Gemeinden Serbiens, im Okrug Bor in Zentralserbien. Die Stadt befindet sich auf 45 Metern Höhe über der Adria, im nördlicheren Teil der Region Timočka Krajina und somit am Fuße der Karpaten.

### Klima
In Negotin herrscht ein gemäßigtes kontinentales Klima mit den für Europa üblichen vier Jahreszeiten.

### Natur und Gewässer
Die Jasenička Reka fließt an den nördlichen Häusern der Stadt vorbei. Dort wird der Fluss auch von einer großen Brücke überspannt. Er mündet rund 20 Kilometer flussabwärts in die Donau.

### Gliederung
Die Stadt Negotin unterteilt sich in zwei große Ansiedlungen: Die historische Altstadt und die nach westlichem Vorbild errichtete Vorstadt Predgrađe Negotina.

### Nahe Städte und Dörfer
Negotin ist die wichtigste Stadt der Gemeinde und befindet sich in deren Zentrum. Die wichtigsten Orte in der unmittelbaren Umgebung sind:

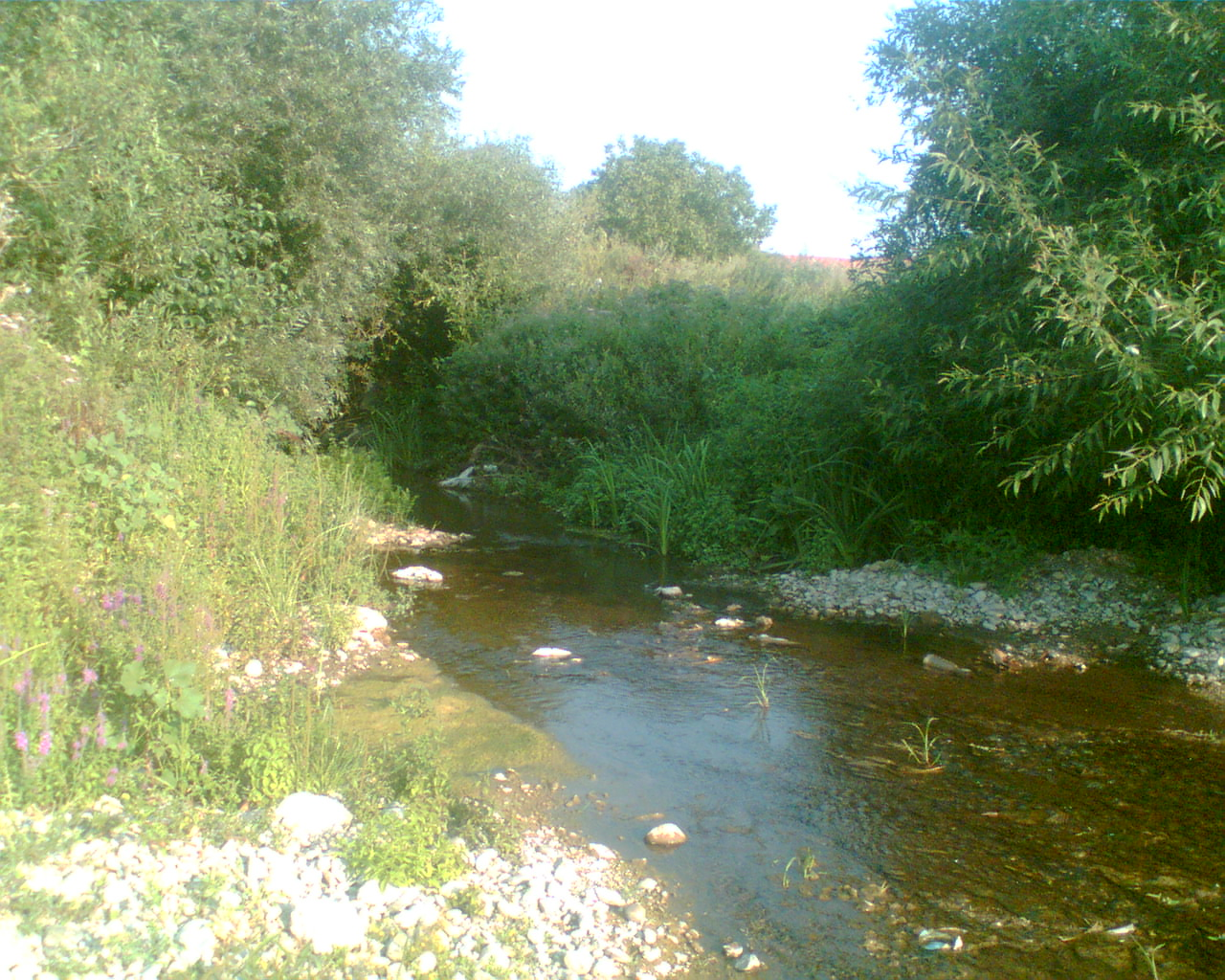
Die Jasenička Reka

| Vidrovac 8 km | Miloševo 4 km                               | Samarinovac/Radujevac 5 km/11 km |
| Jasenica 7 km | Kompassrose, die auf Nachbargemeinden zeigt | Bukovče 6 km                     |
| Čubra 6 km    | Mokranje 7 km                               | Kobišnica 6 km                   |

## Geschichte

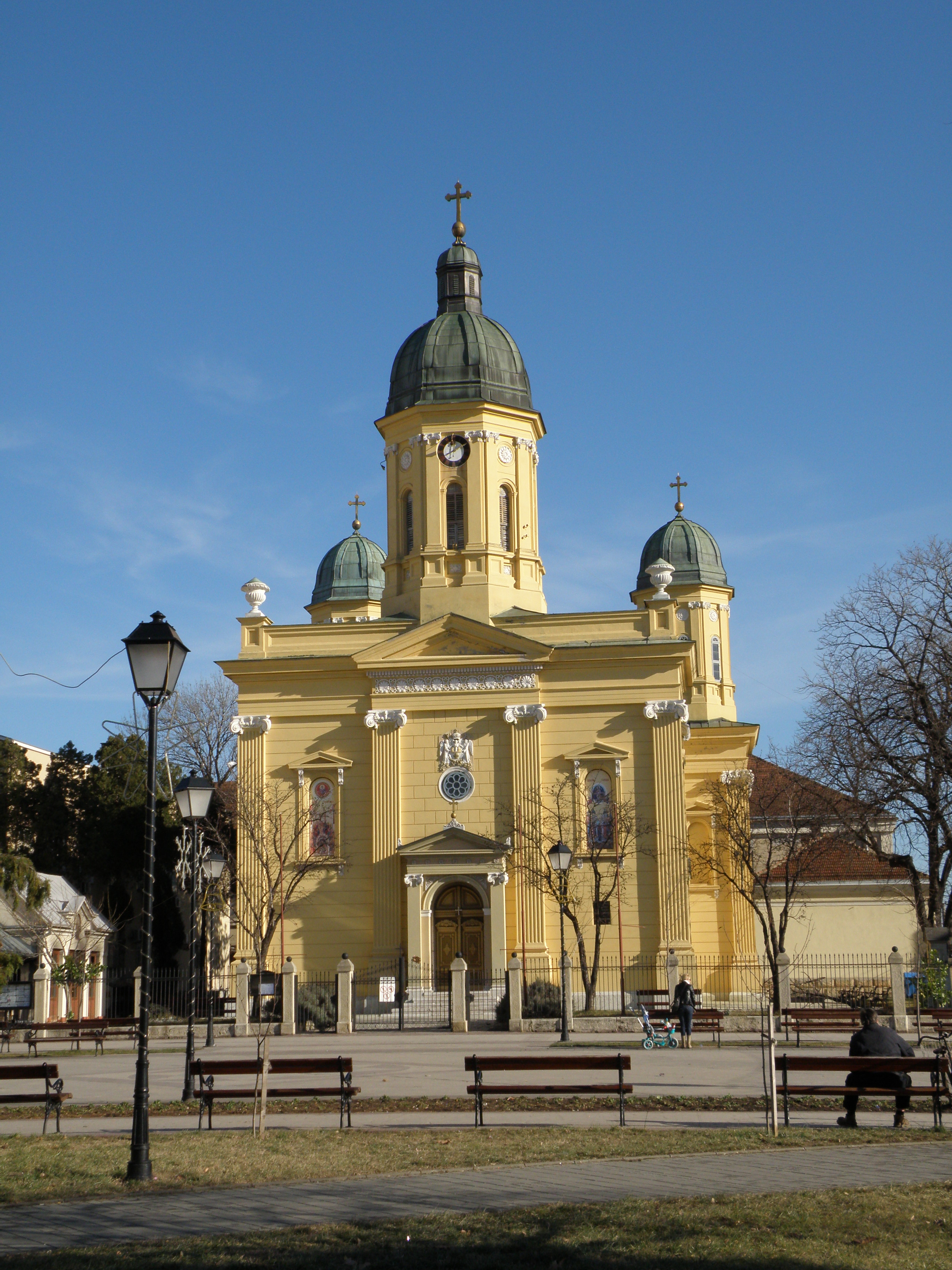
Die Dreifaltigkeitskirche in Negotin

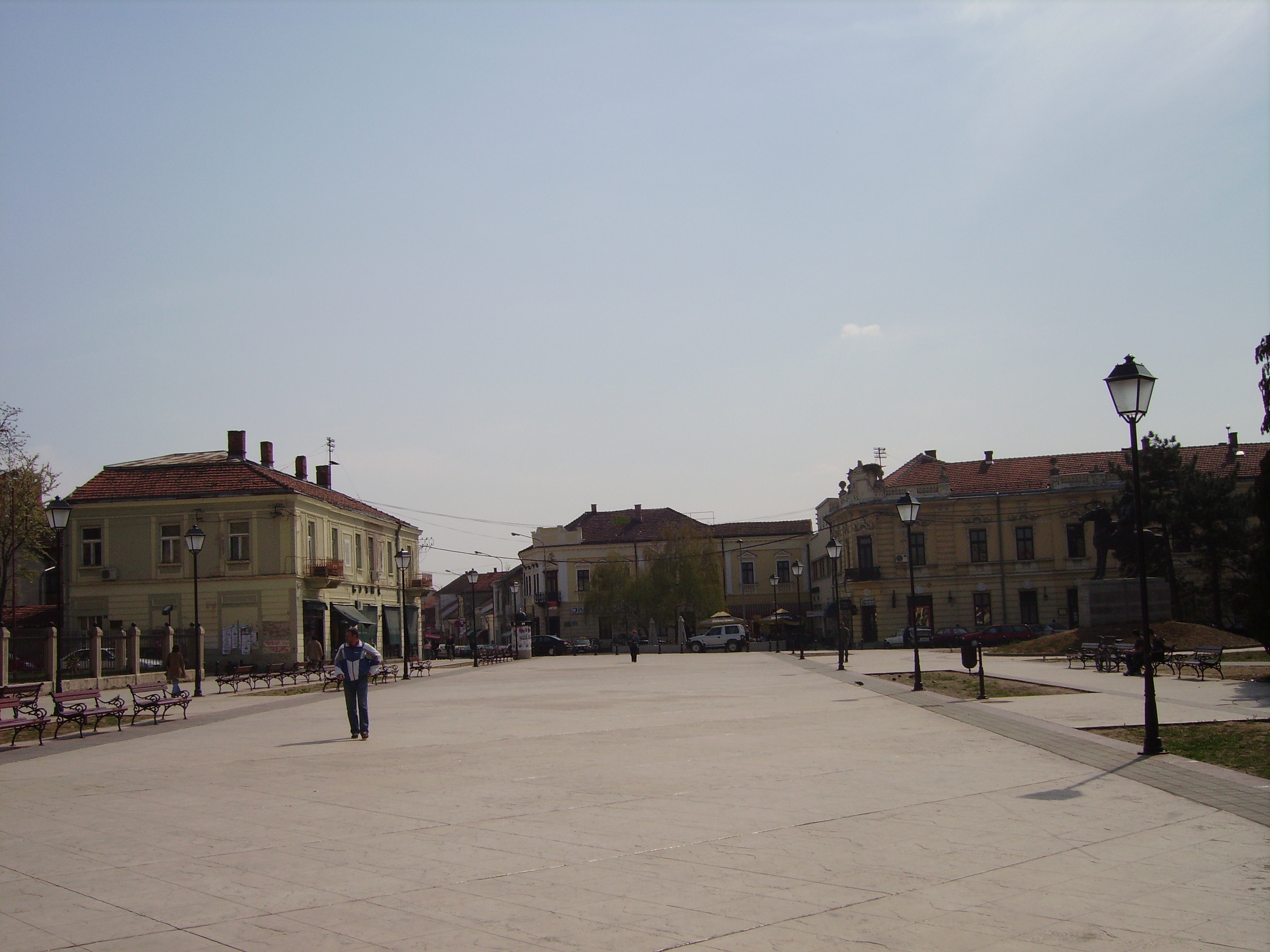
Stadtzentrum

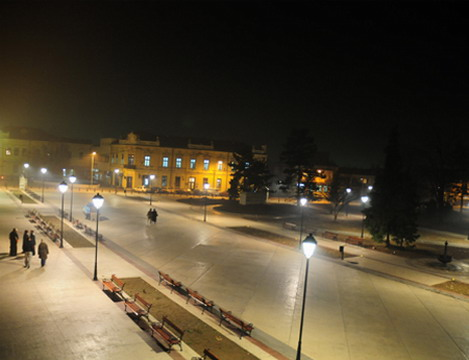
Negotin bei Nacht

### Name und frühe Geschichte
Historische Quellen berichten, dass der Name Negotin das erste Mal 1530 aufgetaucht sei. Manche Historiker sind der Ansicht, dass die Wurzeln der Stadt jedoch noch älter sind.
Bis zum Anfang des 18. Jahrhunderts war Negotin eine kleine Stadt ohne strategische oder kulturelle Bedeutung. Von 1718 bis 1739 wurde Negotin von Österreichern neu geplant und neue Häuser wurden erbaut. Die befestigte Stadt sollte die Macht der Österreich-Ungarischen Monarchie in den südöstlichen Territorien sichern.

### Serbische Aufstände 1804 bis 1833
Nach einer kurzen Zeit der türkischen Besetzung wurde Negotin 1804 von Hajduk Veljkos Rebellen im Zuge des Ersten Serbischen Aufstandes befreit. Danach wuchs die Stadt und die Regierung erreichte, wie in vielen Teilen Serbiens, große Fortschritte. Nachdem Napoleon 1813 erfolgreich Österreich-Ungarn und weite Teile Russlands erobert hatte, war es beiden Staaten nicht mehr möglich, Serbien im Kampf gegen die Türken zu unterstützen. Beim Angriff der Türken 1813 auf Negotin wurde Hajduk Veljko von einer Kanonenkugel getötet. Die serbischen Kämpfer begruben seinen Körper in einem ungekennzeichneten Grab, sodass die Türken Hajduk Veljko den Kopf nicht abschlagen konnten, wie sie es mit anderen Christen taten. Erneut wurde Negotin erobert, diesmal wieder durch die Türken.
Beim Zweiten Serbischen Aufstand (Drugi srpski ustanak) wurde 1833 zunächst nur Belgrad und dessen Umgebung befreit.

### Zweite Hälfte des 19. Jahrhunderts
Bis zur formellen Erklärung der Unabhängigkeit Serbiens im Jahre 1878 wuchs Negotin weiter.
Im Jahr 1824 wurde die erste Schule erbaut, gefolgt vom Gymnasium 1839. Im Jahr 1876 wurde die serbisch-orthodoxe Dreifaltigkeitskirche im Zentrum der Stadt geweiht. Zu dieser Zeit gingen Einwohner aus Negotin an europäische Universitäten studieren. Die zwei bekanntesten waren Stevan Mokranjac, ein bekannter Komponist, und Đorđe Stanojević, Physiker und Astronom. In dieser Zeit wurde auch die Idee geboren, dass man Negotin an die Donau verlegen sollte. Obwohl man einzelne Versuche unternommen hatte, musste man einsehen, dass die Stadt zu groß für einen Umzug war. Negotin war nur vier Kilometer von der Donau entfernt, sodass der Handel über die Donau noch einigermaßen gut funktionierte. Allerdings war die Position der Stadt nicht sehr günstig, weil sie unter dem Wasserspiegel der Donau lag und von Sümpfen und Teichen umgeben war.
In der Zwischenzeit wurde Zaječar zum neuen regionalen Zentrum, da diese viel näher an der Großstadt Niš lag. Dieser Vorteil wurde auch deutlich, als man mit dem Bau der Eisenbahn begann. Negotin lag zwar nördlicher als Zaječar, jedoch führten so gut wie alle Straßen durch das Gebirge. Deshalb war es viel einfacher, nach Süden zu bauen und Zaječar wurde zum bedeutenden Verkehrszentrum in dieser Region. Bis zum Beginn des Ersten Weltkriegs hat Zaječar Negotin in Bezug auf Größe und Wichtigkeit überholt.
Die dynastischen Kämpfe hatten nur wenige Auswirkungen auf das Schicksal der Stadt. 1903 hatten rebellische Offiziere das Königspaar von Serbien, Aleksandar Obrenović und Draga Mašin, ermordet. Sie haben dazu beigetragen, dass die andere Dynastie der Karađorđevićs an die Macht kam. Sie taten das in solch einer Art, dass sich auch die neue königliche Familie von dieser terroristischen Gruppe distanzierte.

### Erster Weltkrieg
Soldaten aus der Negotin-Region nahmen an den Balkankriegen und am Ersten Weltkrieg teil. Am 28. Juli 1914 erklärte das Königreich Österreich-Ungarn Serbien den Krieg. Nach anfänglichen Erfolgen der serbischen Armee im Winter 1915/1916 konnte sich die zahlenmäßig kleinere serbische Armee nicht gegen die dreifache Armee von Deutschland, Österreich-Ungarn und Bulgarien wehren. Aber, anstatt zu kapitulieren, entschloss sich das serbische Königspaar, ins Exil zu gehen. Negotin wurde bald okkupiert und so blieb es bis zum Herbst 1918. Nach Ende des Krieges wurde Negotin an das neu gegründete Königreich der Slowenen, Kroaten und Serben (SHS-Königreich), später an Jugoslawien angegliedert.

### Zwischenkriegszeit
In der Zeit zwischen den beiden Weltkriegen verlor Negotin an Bedeutung und Größe. Zaječar wurde zum neuen regionalem Zentrum. Ein Großteil davon geschah auch aufgrund der schlechten Umweltbedingungen in Negotin und seiner Umgebung. In den 1930er Jahren startete die Regierung ein umfangreiches Bewässerungsprojekt, um die Sümpfe rund um die Stadt auszutrocknen und mehr landwirtschaftliche Flächen für die wachsende Bevölkerung zu schaffen. Für die Industrie gab es einige bescheidene Investitionen in dieser Region, aber die Stadt Negotin selbst blieb bei ihren früheren Rollen des Zentrums des Handels und kümmerte sich um die Erhaltung der alten Manufakturen.

### Zweiter Weltkrieg
In den ersten beiden Jahren des Zweiten Weltkriegs blieb das Königreich Jugoslawien zunächst verschont. Es wurde nicht viel unternommen, um sich auf einen möglichen Angriff der Achsenmächte vorzubereiten, vor allem wegen der ungeklärten nationalen Probleme im Königreich.
Das Königreich zerfiel, als deutsche, ungarische, bulgarische und italienische Truppen Jugoslawien am 6. April 1941 angriffen. Viele Offiziere und Soldaten, vor allem aus Serbien, wurden als Häftlinge zu den Konzentrationslagern in Deutschland, Österreich und Polen und sogar nach Norwegen gebracht. Obwohl Negotin nicht viel mit den Kampfhandlungen zu tun hatte, wurde bereits im Sommer 1941 von einigen Guerilla-Widerständen berichtet. Die meisten dieser „Partisanen“-Kräfte wurden im Sommer und Herbst 1941 mit ihren Kämpfern gefangen genommen und getötet. Wie im Rest des Krieges gab es keine großen Schlachten in der Region.
Negotin wurde am 12. September 1944 von sowjetischen und jugoslawischen Truppen befreit.

## Einwohner
Die Volkszählung 2011 ergab, dass 16 882 Menschen in der Stadt Negotin leben.
Weitere Volkszählungen:
| 1948  | 1953  | 1961  | 1971   | 1981   | 1991   | 2002   | 2011   |
| ----- | ----- | ----- | ------ | ------ | ------ | ------ | ------ |
| 6 143 | 6 982 | 8 635 | 11 166 | 15 311 | 17 355 | 17 758 | 16 882 |

## Söhne und Töchter der Stadt

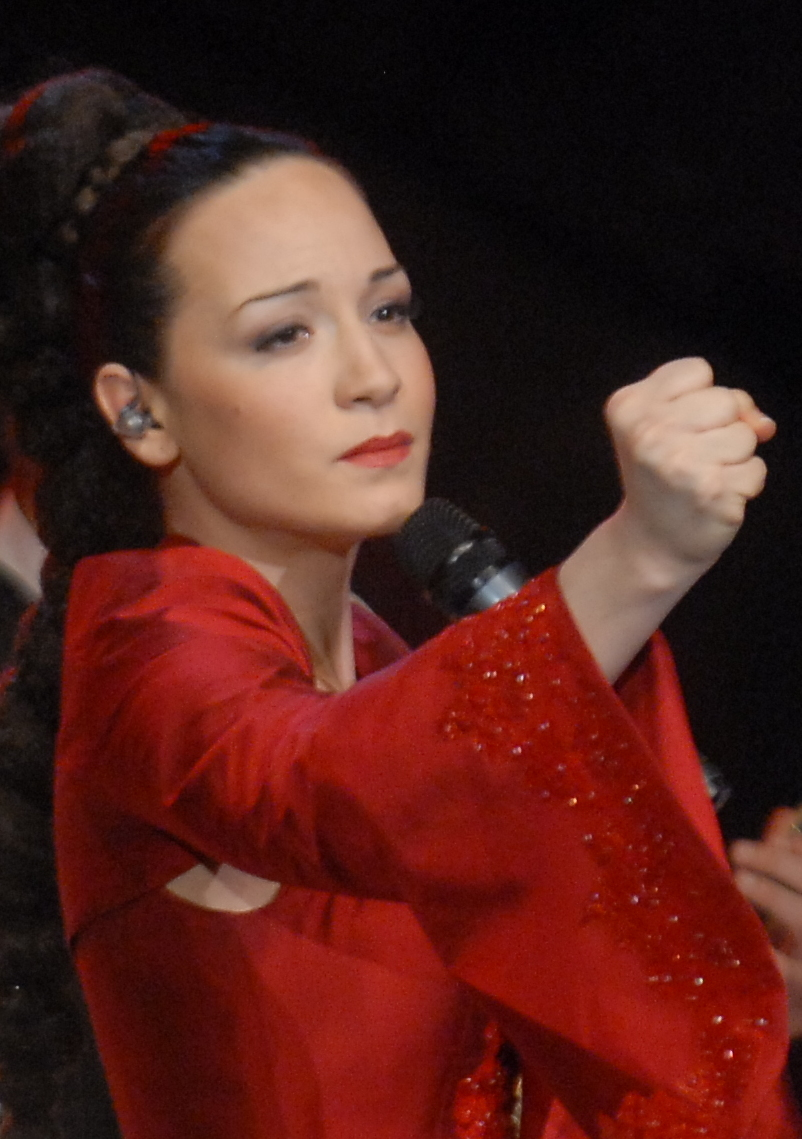
Achte beim Eurovision Song Contest 2008: Jelena Tomašević

- Stevan Stojanović Mokranjac (1856–1914), serbischer Komponist
- Đorđe Stanojević (1858–1921), Physiker und Astronom, Direktor der Universität Belgrad von 1914 bis 1919
- Daniza Mastilović (1933–2023), serbisch-deutsche Opernsängerin (Sopran)
- Miodrag Kojadinović (* 1961), serbisch-kanadischer Schriftsteller, Dichter und Genderforscher
- Goran Drulić (* 1977), serbischer Fußballspieler
- Jelena Tomašević (* 1983), serbische Sängerin
- Predrag Rajković (* 1995), serbischer Fußballtorwart

## Sonstiges
Die Stadt hat ein Waisenhaus, einen Kindergarten und eine Kindertagesstätte, drei Grundschulen, ein Gymnasium und zwei weitere Schulen, die in etwa der Oberstufe des deutschsprachigen Raumes entsprechen. Eine dieser Schulen hat ihren Schwerpunkt im technischen und die andere im landwirtschaftlichen Bereich. Außerdem gibt es in der Stadt noch ein Krankenhaus und ein Museum.
Der Höhepunkt des kulturellen Lebens in Negotin ist die jährliche musikalische Feier namens Mokranjčevi Dani, das nach dem serbischen Komponisten Stevan Mokranjac benannt ist. Weitere bekannte Personen aus Negotin waren Hajduk Veljko (auch bekannt als Vojvoda Veljko Petrović), ein Hajduk aus dem frühen 19. Jahrhundert, sowie Đorđe Stanojević, ein serbischer Wissenschaftler, dessen Statue sich im Zentrum der Stadt befindet.
Das Museum von Negotin beherbergt zahlreiche archäologische Funde aus der Zeit der Römer und aus der Zeit des Zweiten Weltkrieges.